# Ximpanzé
El ximpanzé és el nom comú per a les dues espècies existents de simi del gènere Pan. El Riu Congo delimita els hàbitats naturals d'ambdues espècies:
- Ximpanzé comú, Pan troglodytes: el ximpanzé més conegut, viu sobretot a l'Àfrica Central i Occidental.
- Bonobo, Pan paniscus: també conegut com a ximpanzé pigmeu, es troba als boscos de la República Democràtica del Congo.

Els ximpanzés són membres de la família dels homínids, juntament amb goril·les, humans i orangutans. Es pensa que els ximpanzés es van dividir de l'evolució humana fa aproximadament 6 milions d'anys i així les dues espècies de ximpanzés són els parents més propers dels humans, com a membres de la tribu Hominini (juntament amb representants extints de la subtribu Hominina). Els ximpanzés són els únics membres coneguts de la subtribu Panina. Les dues espècies de Pan es dividiren fa només al voltant d'un milió d'anys. Més d'un 99% de les seqüències de l'ADN humà i ximpanzé són les mateixes.

## Història evolutiva

### Relacions evolutives

Les relacions taxonòmiques dels Hominoidea

Es considera ara el gènere Pan com a part de la subfamília Homininae a la qual els humans també pertanyen. Els humans compartim un avantpassat comú amb els ximpanzés de fa sis milions d'anys. La recerca innovadora feta per Mary-Claire King el 1973 trobà ADN idèntic en un 99% entre els éssers humans i els ximpanzés, encara que la investigació des de llavors ha modificat aquella dada fins al 94% de semblança, amb algunes diferències al DNA no codificant. S'ha proposat fins i tot que les dues espècies de ximpanzés s'agrupin en el gènere Homo'. Un argument a favor d'això és que altres espècies s'han reclassificat per pertànyer al mateix gènere sobre una base de menor similitud genètica que la que hi ha entre humans i ximpanzés.

### Fòssils

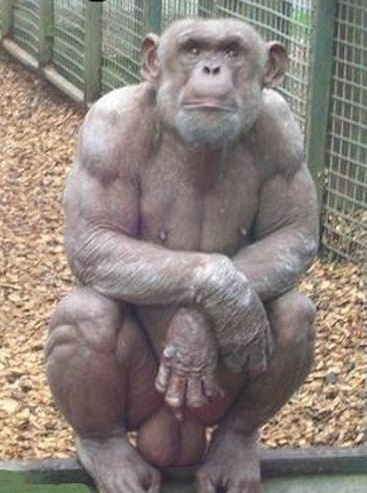
Aquest ximpanzé no té pelatge, permetent els seus músculs ser fàcilment visibles

Els fòssils de ximpanzés no es van descriure fins al 2005. Les poblacions de ximpanzés existents a l'Àfrica Central i Occidental no se superposen amb els fòssils humans de l'Àfrica oriental. Tanmateix, ara s'ha informat sobre fòssils de ximpanzés a Kenya. Això indicaria que tant els humans com els membres de la família dels Pan eren presents al Rift Valley de l'Àfrica oriental durant el Plistocè mitjà.

## Anatomia i fisiologia
El ximpanzé comú mascle té una alçada de fins a 1.7 m dret i pesa tant com 70 kg; la femella és una mica més petita. Els llargs braços del ximpanzé comú, quan són estesos, tenen la meitat d'amplada una altra vegada com l'alçada del cos i són més llargs que les seves cames. El bonobo és una mica més baix i més prim que el ximpanzé comú, però té membres més llargs. Les dues espècies utilitzen els seus braços llargs i forts per pujar a arbres. A terra, els ximpanzés normalment caminen de quatre grapes utilitzant els artells per a suport amb les mans tancades, una forma de locomoció anomenada caminar amb artells. Els peus del ximpanzé s'ajusten millor per caminar que els de l'orangutan perquè les soles del ximpanzé són més amples i els dits més curts. Tant el ximpanzé comú com el bonobo poden caminar alçats a dues cames quan porten objectes amb les mans i braços. El pelatge és fosc; la cara, dits, les palmes de les mans i soles dels peus són sense pèl; i el ximpanzé no té cua. Un bony d'os per sobre dels ulls dona al front un aspecte recedent i el nas és pla. Encara que les mandíbules sobresurten, els llavis sobresurten només quan un ximpanzé fa morros. El cervell d'un ximpanzé té al voltant de la meitat de la mida d'un cervell humà.
Els ximpanzés rarament viuen per sobre dels quaranta anys d'edat en estat salvatge, però se sap que han arribat a l'edat de més de 60 en la captivitat. De Cheeta, l'estrella de Tarzan, ha estat dit que encara era viva el 2009 a l'edat de setanta-nou anys, que el faria el ximpanzé més vell al món. Tanmateix, aquesta declaració ha estat qüestionada per altres.

## Comportament

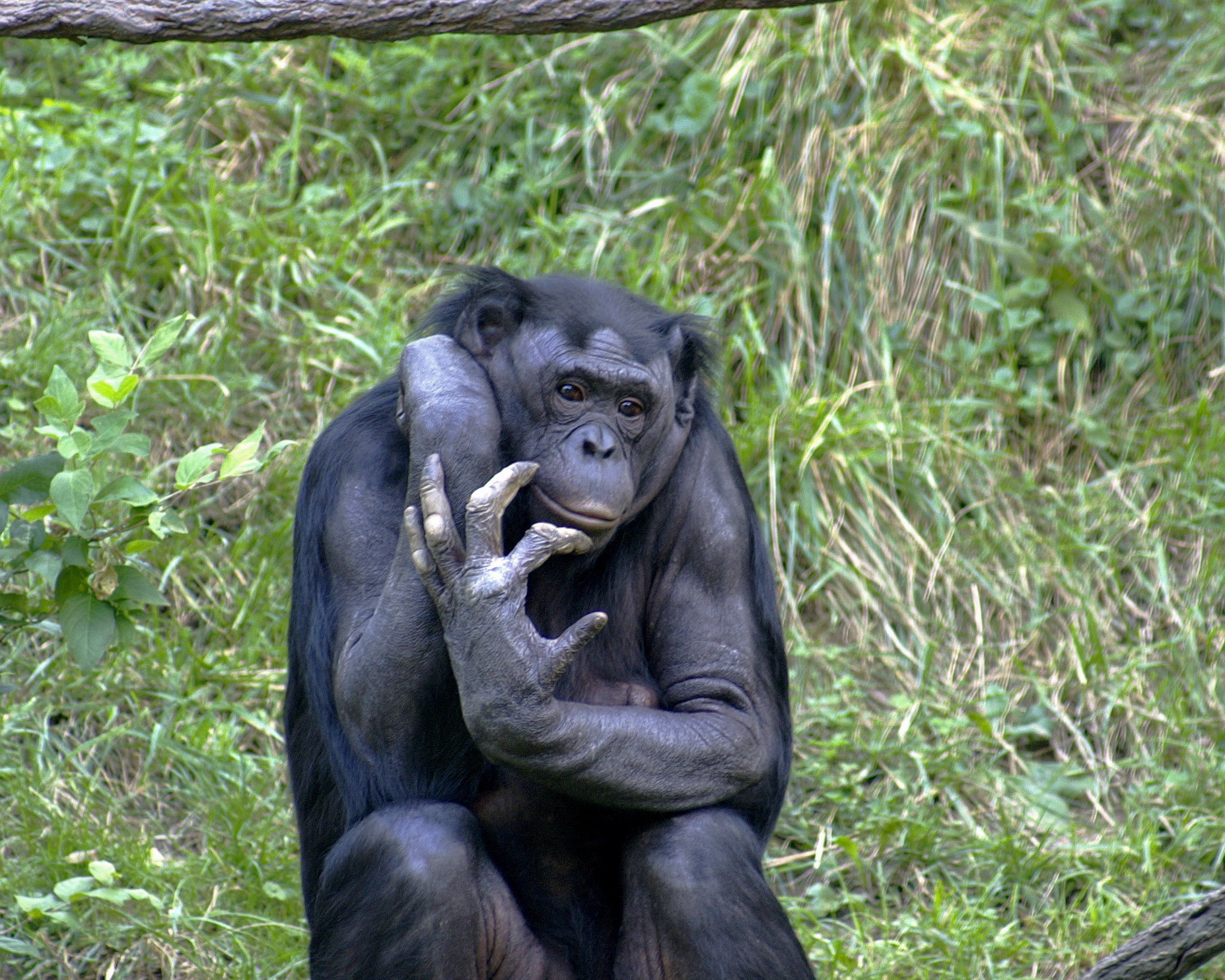
Bonobo

Les diferències anatòmiques entre el ximpanzé comú i el Bonobo són lleugeres, però en comportament sexual i social les diferències són marcades. El Ximpanzé Comú té un règim omnívor, una cultura de cacera de tropa basada en mascles beta dirigits per un mascle alfa i relacions socials altament complexes.
El Bonobo, d'altra banda, té un règim principalment frugívor i un comportament igualitari, no violent, matriarcal i sexualment receptiu. La pell exposada de la cara, mans i peus varia de rosa a molt fosc en les dues espècies, però és generalment més clar en individus més joves, enfosquint-se mentre s'arriba a maduresa. El Bonobo té membres superiors proporcionadament més llargs i tendeix a caminar alçats més sovint que el Ximpanzé Comú. Una Universitat d'estudi de Centre Mèdic de Chicago ha trobat diferències genètiques significatives entre les poblacions de ximpanzés. Grups diferents de ximpanzés també tenen comportaments culturals diferents amb preferències pels tipus d'eines.
El ximpanzé comú tendeix a mostrar nivells més alts d'agressió que el Bonobo.

### Intel·ligència

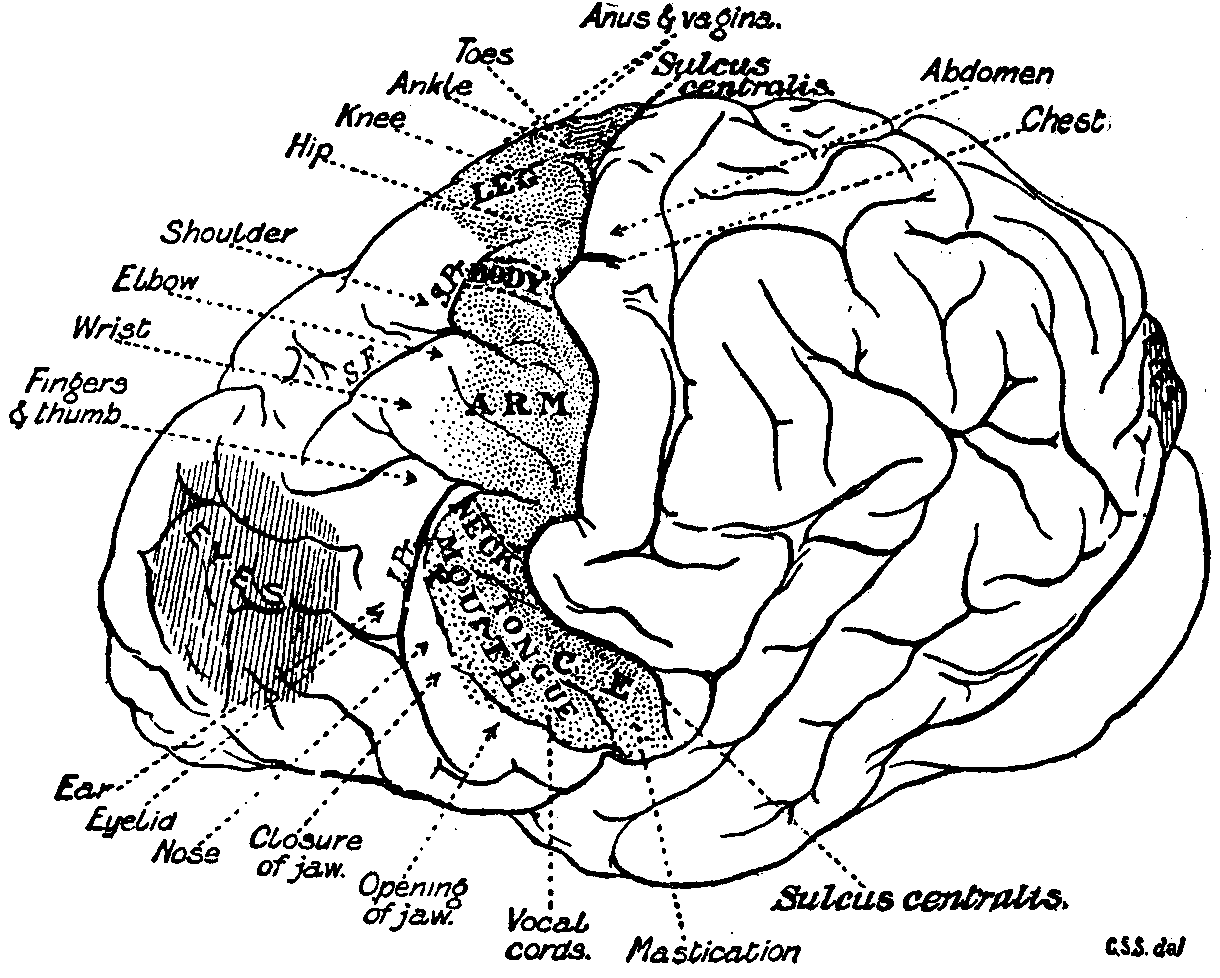
Diagrama del cervell. Topography of the Main Groups of Foci in the Motor Field of Chimpanzee.

Els ximpanzés fan eines i les utilitzen per adquirir menjars i per a exhibicions socials; tenen estratègies de cacera sofisticades que exigeixen cooperació, influència i posició; són conscients dels estatus, manipuladors i capaços de mostrar decepció; poden aprendre a utilitzar símbols i entendre aspectes de la llengua humana incloent-hi alguna sintaxi relacional, conceptes de nombre i seqüència numèrica; també són capaços de planejar espontàniament un estat o event futur.

#### Ús d'eines
Els ximpanzés moderns utilitzen eines i la investigació recent indica que l'ús d'eines de pedra dels ximpanzés data com a mínim de fa 4300 anys. Un estudi recent revela que l'ús d'eines avançades com ara llances, que els Ximpanzés Comuns al Senegal afilaven amb les seves dents, eren utilitzades per travessar els Galago senegalensis o fer forats petits en arbres. Abans de la descoberta d'ús d'eines en ximpanzés, es creia que els humans eren l'única espècie que feia i utilitzava eines, però ara se'n coneixen unes quantes més.

#### Empatia

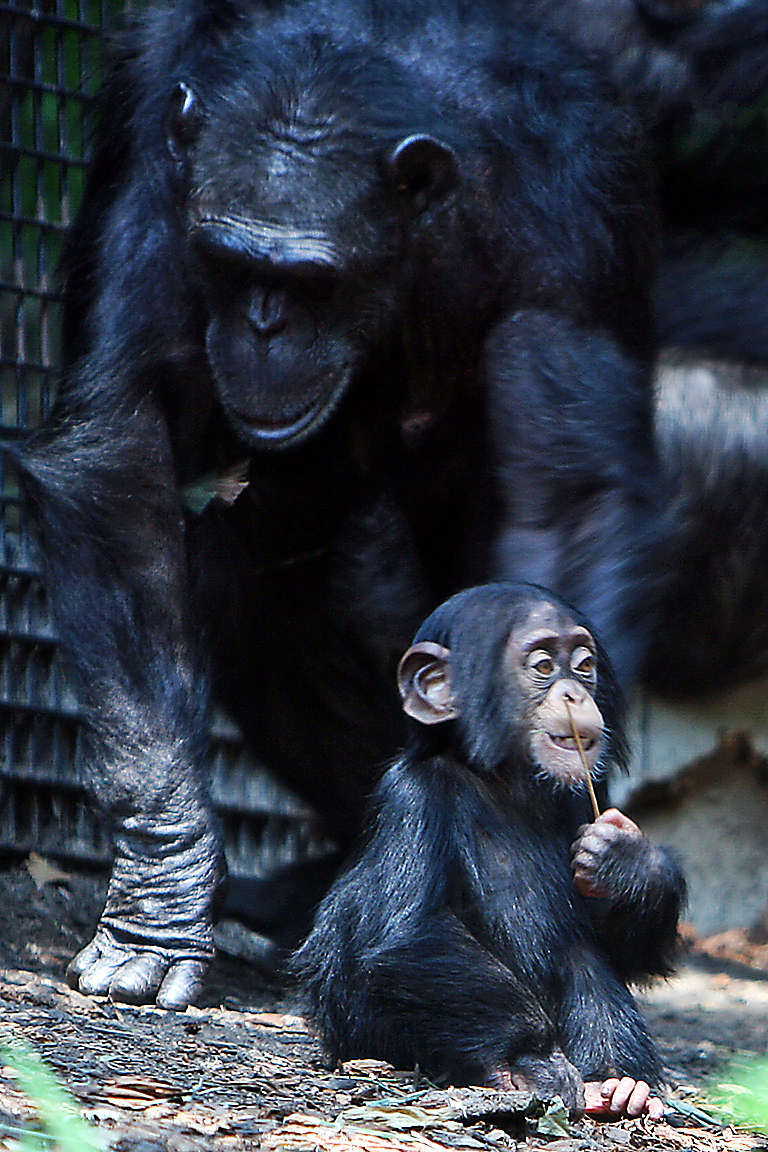
Ximpanzé mare i bebé.

Els estudis recents han mostrat que els ximpanzés s'involucren en comportaments aparentment altruistes.
L'evidència a favor d'"espiritualitat de ximpanzés" inclou mostres de dol, "incipient amor romàntic", "dansa de pluja", apreciació de bellesa natural, com ara una posta de sol sobre un llac, curiositat i respecte envers la fauna (com el pitó, que no és ni una amenaça ni una font alimentària pels ximpanzés), empatia cap a altres espècies (per exemple alimentant tortugues) i fins i tot "animisme" o "joc pretés", en ximpanzés que bressen i que raspallen roques o pals. Tanmateix, si aquests comportaments s'expliquen per una espiritualitat o no encara és discutit.
Científics escocesos han descobert que la relació dels ximpanzés amb la mort no difereix molt de la percepció humana. En concret, en un estudi van estudiar el comportament dels primats davant la mort d'una femella de més de cinquanta anys anomenada Pansy, que tenia una malaltia terminal. En entrar en coma, els científics van observar com els altres membres de la comunitat romanien més silenciosos de l'habitual i es quedaven acariciant la femella moribunda durant les nits. Després de la seva mort, la filla s'estigué al costat del seu cos, malgrat que mai abans havia dormit al lloc on hi havia el cadàver. La resta del grup va evitar passar pel lloc on va morir. Un altre estudi, realitzat a Oxford, confirma l'existència de forts vincles entre les mares i les seves cries, que persisteixen fortament fins i tot després de la mort dels fills.

#### Comunicació
Els ximpanzés es comuniquen d'una manera similar a comunicació no verbal humana, utilitzant vocalitzacions, gests de mà i expressions facials. Investigacions al cervell de ximpanzés han revelat que la comunicació del ximpanzé activa una àrea del cervell del ximpanzé que està en la mateixa posició que l'àrea de Broca, el centre del llenguatge al cervell humà.

#### Llenguatge

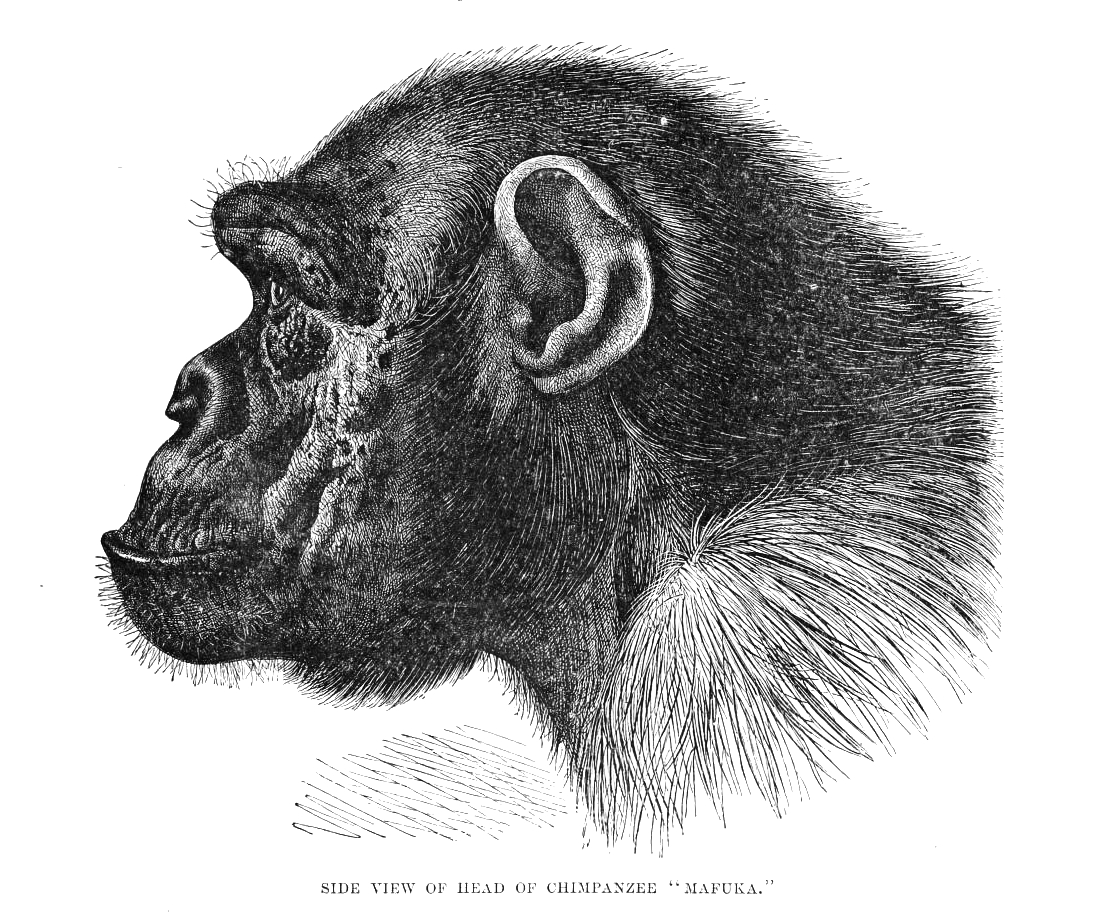
Perfil d'un Ximpanzé.

Els científics han estat fascinats molt de temps amb els estudis del llenguatge, considerant que és una habilitat cognitiva humana única. Per provar aquesta hipòtesi, els científics han intentat ensenyar llenguatge a unes quantes espècies de grans simis. Un primer intent d'Allen i Beatrice Gardner durant els anys 1960 va implicar passar 51 mesos ensenyant llengua de signes americana a un ximpanzé anomenat Washoe. Washoe va aprendre 151 signes i espontàniament els ensenyava a uns altres ximpanzés. Durant un període més llarg de temps, Washoe va aprendre uns 800 signes. Des d'aleshores, nombrosos estudis, incloent-hi un amb un ximpanzé anomenat Nim Chimpsky, s'han dirigit amb diversos nivells d'èxit. Hi ha debats en curs entre alguns científics, notablement Noam Chomsky i David Premack, sobre l'habilitat dels grans simis no humans per aprendre llenguatge.

#### Memòria
Un estudi de 30 anys a l'Institut d'Investigació de Primats de la Universitat de Kyoto ha mostrat que els ximpanzés poden aprendre a reconèixer els números 1-9 i els seus valors. Els ximpanzés mostren una aptitud per memòria fotogràfica, demostrat en experiments en els quals els dígits barrejats 1-9 s'enfoquen a una pantalla d'ordinador durant menys d'un quart de segon, després del qual el ximpanzé, Ayumu, és capaç d'assenyalar correctament i ràpidament les posicions on apareixien en ordre ascendent. El mateix experiment era suspès pel campió de memòria mundial Ben Pridmore a la majoria dels intents.

#### Rialla als micos
El riure podria no limitar-se a ser únicament dels humans. Les diferències entre la rialla ximpanzé i la humana poden ser el resultat d'adaptacions que han evolucionat per permetre la parla humana. L'autoconsciència de la situació d'un mateix, vista en la prova del mirall, o l'habilitat per identificar-se amb el destret d'altres (vegi neurones mirall), són prerequisits per a riure. Així doncs els animals poden riure de la mateixa manera que ho fan els humans .
Els ximpanzés, els goril·les i els orangutans mostren vocalitzacions paregudes a la rialla en resposta al contacte físic, com lluitar, jugar a encalçar-se, o fer pessigolles. Això es documenta en ximpanzés salvatges i captius. El riure del Ximpanzé comú no és immediatament reconegut per als humans com a tal, perquè es genera alternant inhalacions i exhalacions que sonen més com respirar i esbufegar. Hi ha exemples en què s'ha declarat que els primats no humans han expressat alegria. Un estudi analitzava i enregistrava sons fets per criatures humanes i Bonobos quan se'ls feien pessigolles. Trobà, que encara que el riure del Bonobo tenia una freqüència més alta, la rialla seguia un patró similar a les criatures humanes, i incloïa expressions facials similars. Els humans i els ximpanzés comparteixen àrees del cos per pessigollejar similars, com les aixelles i la panxa. La diversió de les pessigolles en ximpanzés no disminueix amb l'edat.

### Agressivitat
Els ximpanzés són altament territorials i s'ha provat que es maten els uns als altres. El febrer de 2009, a causa d'un incident relativament rar en el qual un ximpanzé domèstic anomenat Travis havia atacat una dona a Stamford (Connecticut), el Congrés dels Estats Units va aprovar la prohibició de tenir primats com a animals de companyia als Estats Units.

## Interacció amb humans

### Història
Els africans han tingut contacte amb ximpanzés durant mil·lennis. Els ximpanzés s'han mantingut com a animals de companyia durant segles en uns quants pobles africans, especialment al Congo. El primer contacte enregistrat d'europeus amb ximpanzés va tenir lloc a l'Angola actual durant els anys 1600. El diari de l'explorador portuguès Duarte Pacheco Pereira (1506), conservat a l'Arxiu Nacional Portuguès (Torre do Tombo), és probablement el primer document europeu en admetre que els ximpanzés construïen les seves pròpies eines rudimentàries.
El primer ús del nom «ximpanzé», tanmateix, no arribà fins al 1738. El nom s'obtingué d'un terme de la llengua tshiluba, kivili-chimpenze, que és el nom local per a l'animal i es tradueix balderament com "mockman", o possiblement només 'simi'. Els biòlegs van designar Pan com a nom de gènere de l'animal. Els ximpanzés, com altres simis coneguts per escriptors occidentals en temps antics, eren referenciats principalment com a mites i llegendes de la societat euroàrab, sobretot a través de contes fragmentats i incomplets d'aventurers europeus. Els simis són esmentats diversament per Aristòtil, així com a la Bíblia, on s'esmenta que els simis i mandrils eren recollits per Solomó a 1 Reis 10:22.
Quan els ximpanzés van ser portats al continent Europeu per primera vegada, els científics europeus van notar la inexactitud d'algunes descripcions antigues, que sovint informaven que tenien banyes i peülles. Els primers d'aquests ximpanzés transcontinentals venien d'Angola, i van ser oferts com a regal per a Frederick Henry, príncep d'Orange, el 1640. Els científics que examinaven aquests espècimens rars quedaven perplexos i descrivien aquests primers ximpanzés com a "pigmeus" i notaven les similituds clares dels animals amb els humans. Les dues dècades següents veieren un cert nombre d'aquestes criatures importades a Europa, principalment adquirides per diversos jardins zoològics com a diversió per a visitants.

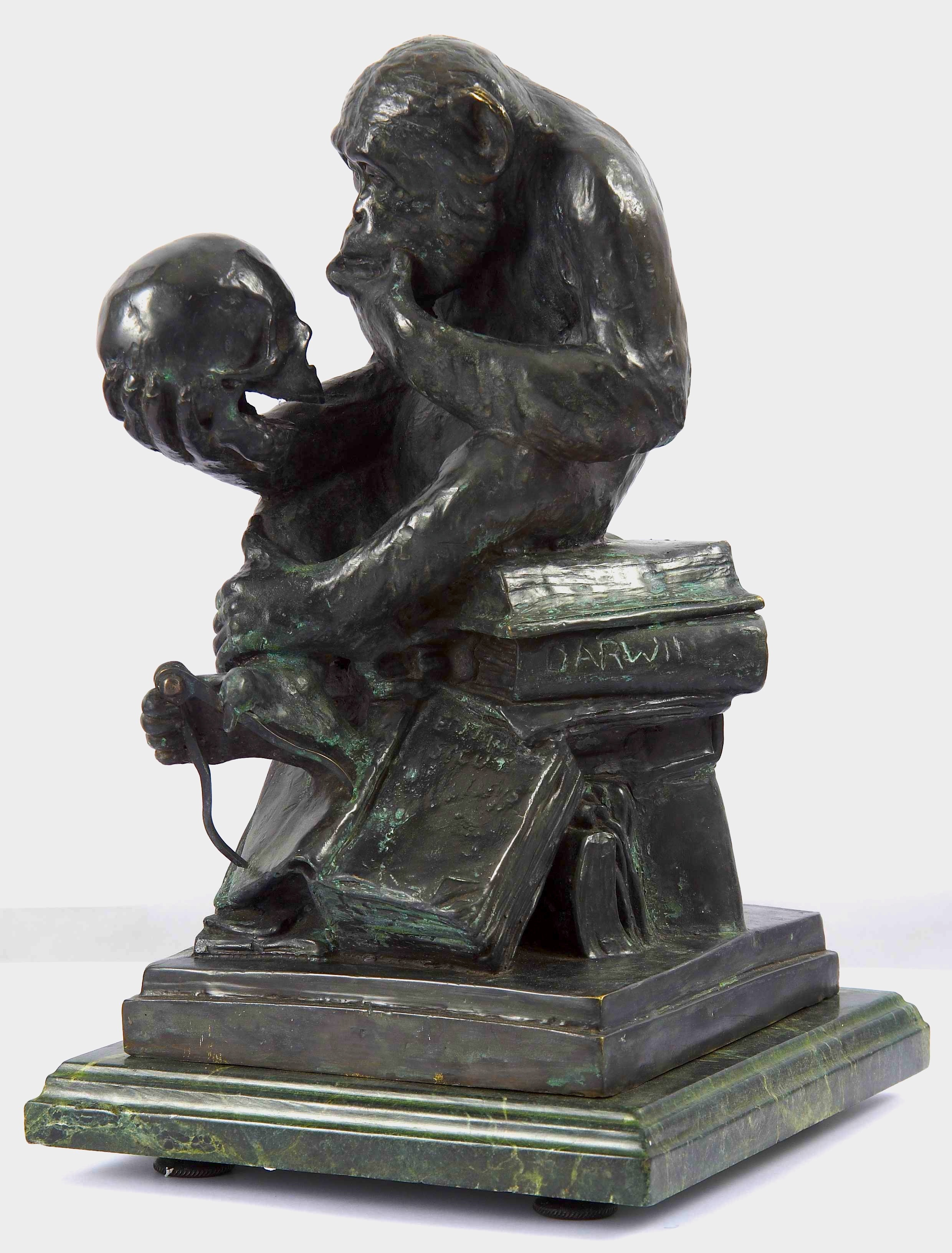
LAffe mit Schädel ('mico amb crani') de Hugo Rheinhold és un exemple de com eren vists els ximpanzés al final del.

La teoria de Darwin sobre la selecció biològica (publicada el 1859) va esperonar l'interès científic pels ximpanzés i va portar finalment a nombrosos estudis sobre aquests animals, tant salvatges com en captivitat. Els observadors de ximpanzés de l'època estaven principalment interessats en el comportament i en la semblança amb el dels humans. Eren estudis menys estrictes i científics del que podria semblar, centrant molt l'atenció en si els animals tenien trets que es poguessin considerar 'bons'. La intel·ligència de ximpanzés s'exagerava sovint significativament, com s'immortalitza en l'"Affe mit Schädel" (mico amb crani) de Hugo Rheinhold (vegis la imatge de l'esquerra), on un ximpanzé aparentment cult contempla un crani. Es va arribar a redactar fins i tot un esquema per domesticar ximpanzés i fer-los fer diverses tasques domèstiques (per exemple treball de fàbrica). Al final dels anys 1800 els ximpanzés encara eren un misteri per als humans, es disposava d'informació científica molt poc objectiva.
Al segle xx s'inicia una nova edat en la investigació científica del comportament dels ximpanzés. Abans del 1960, gairebé no se sabia res sobre el seu comportament a l'hàbitat natural. El juliol d'aquell any, Jane Goodall va començar a viure entre els ximpanzés al bosc Gombe de Tanzània, on principalment estudiava els membres de la comunitat de ximpanzés Kasakela. La descoberta que els ximpanzés feien i utilitzaven eines va ser innovadora, fins llavors es considerava que els humans eren l'única espècie que podia fer-ho. Els primers estudis innovadors en ximpanzés van ser encapçalats principalment per Wolfgang Köhler i Robert Yerkes, dos cèlebres psicòlegs. Tant ells com els seus col·legues van establir que els estudis de laboratori de ximpanzés s'havien de centrar específicament a conèixer les seves habilitats intel·lectuals, especialment les solucions que adoptaven als problemes. Això implicava fer proves bàsiques i pràctiques en ximpanzés de laboratori que els exigissin una capacitat intel·lectual moderadament alta (com resoldre el problema d'aconseguir una banana fora de l'abast). Yerkes també feia extenses observacions de ximpanzés salvatges que complementaven enormement la comprensió científica dels ximpanzés i el seu comportament. Yerkes va estudiar ximpanzés fins a la Segona Guerra Mundial, mentre Köhler, després de cinc anys d'estudi, va publicar la famosa Mentalitat de Simis el 1925 (any en què fortuïtament Yerkes comença els seus anàlisis), concloent finalment que "els ximpanzés manifesten comportament intel·ligent de tipus general familiar en éssers humans… un tipus de comportament que s'entén com a específicament humà" (1925).
L'agost de 2008, l'exemplar del Diari Americà de Primatologia va comunicar els resultats d'un estudi sobre ximpanzés fet al llarg d'un any al Parc Nacional de Mahale Mountains de Tanzània, que demostrava que els ximpanzés emmalalteixen de malalties víriques contagioses que han contret probablement d'humans. Les investigacions moleculars, microscòpiques i epidemiològiques demostraven que els ximpanzés que viuen al Parc Nacional de Mahale Mountains han estat patint una malaltia respiratòria probablement provocada per una variant d'un paramyxovirus humà. En aquesta línia, un article publicat l'any 2021 a la revista Nature constatava la detecció de casos de lepra en ximpanzés que viuen en llibertat a Guinea-Bissau i Costa d'Ivori.